# Christoph Friedrich Hegelmaier
Christoph Friedrich Hegelmaier (4 de septiembre de 1833 - 26 de mayo de 1906) fue un médico, botánico alemán, aborigen de Sulzbach, Baden-Württemberg.
En 1857, obtuvo su doctorado de la Universidad de Tübingen, y más tarde fue médico militar en Ulm. En 1864, recibe su habilitación en Tübingen, donde en 1866 sería profesor asistente de botánica.
Hegelmaier fue un destacado taxónomo en la familia Lemnaceae, y en 1868 publicó el tratado Die Lemnaceen: Eine monographische Untersuchung.

## Otras publicaciones
- 1864. Monographie Der Gattung Callitriche. Ed. Kessinger Publ. 74 pp. ISBN 1-160-19763-6

## Honores

### Eponimia
- Astragalus hegelmaieri Willk. 1893 sin. = Astragalus hispanicus Coss. ex Bunge, 1868

- Iberis hegelmaieri Willk. 1880 sin. = Iberis carnosa Willd. 1800

- Linaria hegelmaieri Lange, 1882 sin. = Linaria depauperata Leresche ex Lange, 1870

- Salvia × hegelmaieri Porta & Rigo, 1892

- La abreviatura «Hegelm.» se emplea para indicar a Christoph Friedrich Hegelmaier como autoridad en la descripción y clasificación científica de los vegetales.[1]